# Hypodryas leucophryne
Hypodryas leucophryne är en fjärilsart som beskrevs av Ferdinand Ochsenheimer 1816. Hypodryas leucophryne ingår i släktet Hypodryas och familjen praktfjärilar. Inga underarter finns listade i Catalogue of Life.